# Condado de Ramsey (Minnesota)
El condado de Ramsey (en inglés: Ramsey County), fundado en 1849 y con nombre en honor del pionero Alexander Ramsey, es un condado del estado estadounidense de Minnesota. En el año 2000 tenía una población de 552.052 habitantes con una densidad de población de 1267 personas por km². La sede del condado es St. Paul.

## Geografía
Según la oficina del censo el condado tiene una superficie total de 440 km² (169,9 mi²), de los que 403 km² (155,6 mi²) son tierra y 37 km² (14,3 mi²) (8,44%) son agua. 

### Condados adyacentes
- Condado de Anoka - norte
- Condado de Washington - este
- Condado de Dakota - sur
- Condado de Hennepin - oeste

### Principales carreteras y autopistas
| - Interestatal 35E - Interestatal 35W - Interestatal 94 - Interestatal 694 - U.S. Autopista 10 - U.S. Autopista 52 - U.S. Autopista 61 | - Carretera estatal 5 - Carretera estatal 13 - Carretera estatal 36 - Carretera estatal 51 - Carretera estatal 96 - Carretera estatal 120 - Carretera estatal 149 | - Carretera estatal 156 - Carretera estatal 280 - Carretera estatal CR-49 - Carretera estatal CR-51 - Carretera estatal CR-65 |

### Espacios protegidos
En este condado se encuentra parte del área recreativa nacional del río Mississippi.

## Demografía
Según el censo del 2000 la renta per cápita media de los habitantes del condado era de 45.722 dólares y el ingreso medio de una familia era de 57.747 dólares. En el año 2000 los hombres tenían unos ingresos anuales 39.806 dólares frente a los 30.814 dólares que percibían las mujeres. El ingreso por habitante era de 23.536 dólares y alrededor de un 10,60% de la población estaba bajo el umbral de pobreza nacional.

## Ciudades y pueblos
| - Arden Hills - Blaine - Falcon Heights - Gem Lake - Lauderdale - Little Canada - Maplewood - Mounds View - New Brighton | - North Oaks - North St. Paul - Roseville - Shoreview - St. Anthony - St. Paul - Spring Lake Park - Vadnais Heights - White Bear Lake |